# سفارة كندا في كرواتيا
سفارة كندا في كرواتيا هي أرفع تمثيل دبلوماسي لدولة كندا لدى كرواتيا. تقع السفارة في زغرب وهي تهدف لتعزيز المصالح الكندية في كرواتيا.

## وصلات خارجية
- الموقع الرسمي
- قائمة سفارات كندا
- قائمة السفارات في كرواتيا